# Políptico da Igreja de S. Brás do Campanário
O Políptico da Igreja de S. Brás do Campanário foi um políptico de pinturas a óleo sobre madeira de tema religioso pintadas entre 1545 e 1550 presumivelmente pelo notável pintor português do período maneirista Diogo de Contreiras que se destinou inicialmente a decorar a antiga Igreja de S. Brás da localidade de Campanário (Ribeira Brava), que entretanto foi demolida. Os quatro painéis sobreviventes estiveram durante algum templo no Museu de Arte Sacra do Funchal, mas, atualmente, encontram-se na Sala de Espólio da Igreja de S. Brás, do Campanário.
Os quatro painéis remanescentes deste Políptico são: Anunciação, Quo Vadis?, Santo António, S. Bento e Santo Antão e Milagre de S. Brás. Estes painéis que apresentavam falhas de policromia, sujidades e vernizes amarelecidos foram restaurados em 1987 e feita a reintegração das falhas com a técnica do pontilhismo. Faltam certamente outras pinturas a este conjunto que não apresenta unidade do ponto de vista iconográfico.:189
A autoria do Políptico foi atribuída a Diogo de Contreiras pelo historiador de arte Joaquim Oliveira Caetano. Além deste Políptico, terão sido pintados na oficina de Diogo de Contreiras outras pinturas que se destinaram à Ilha da Madeira, como os quadros da capela do Espírito Santo, na Igreja Matriz de Machico, e o Retábulo da Capela da Mãe de Deus, no Caniço (Santa Cruz).:118 Diogo de Contreiras foi assim o pintor português do seu tempo mais requisitado pelas encomendas madeirenses, sendo estas quatro pinturas do antigo Políptico da Igreja de S. Brás do Campanário o melhor conjunto que nos resta dessa sua produção.
Diogo de Contreiras foi talvez o pintor português que mais cedo construiu uma linguagem plástica renovadora da pintura portuguesa, com uma clareza nas figuras e uma reconhecível influência da pintura italiana através da incorporação de modelos plásticos e de citações directas da arquitectura e de motivos decorativos “ao romano”. De cores límpidas e desenho seguro, com uma elegância formal característica da sua fase mais madura, estas obras são também exemplo da novidade que trouxe à pintura portuguesa.

## Descrição

### Anunciação

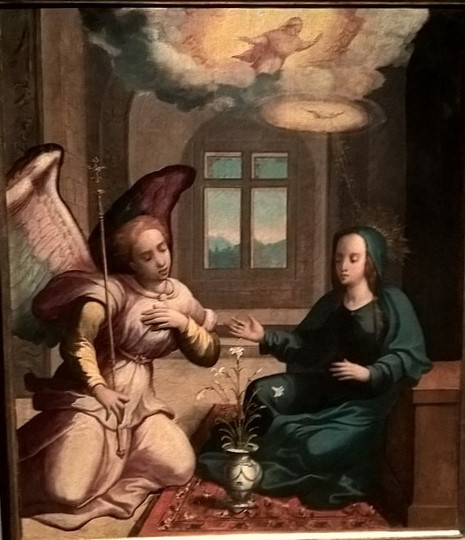
Anunciação (c. 1545-1550), painel do Políptico da Igreja de S. Brás do Campanário

A Anunciação é uma pintura a óleo sobre madeira, tendo de altura 88 cm e de largura 73 cm e que se julga ter feito parte do Políptico da Igreja de S. Brás do Campanário pintado cerca de 1545-1550 por Diogo de Contreiras.:189
Segundo Joaquim O. Caetano, a Anunciação repete um modelo mais simplificado que Contreiras usou no painel de Atouguia, mas incluindo, como fez no painel de Santa Catarina, a presença de Deus-Pai. O tipo de rosto da Virgem Maria bem como a decoração do vaso, com grinaldas azuis, repete o de Atouguia. A diferença de planos entre o Anjo e a Virgem torna a composição algo irregular, mas permite uma maior profundidade do quadro, que se prolonga através da janela ao centro para um fundo de paisagem. O
tipo ondulante das vestes do anjo e a forma das asas são pormenores típicos da pintura de Contreiras, se bem que o colorido, pela ausência do vermelho forte, característico dele, que se verifica em todas as peças deste conjunto, se revele menos rico do que a maior parte das suas obras.
Para Isabel Santa Clara, a colocação da Virgem num plano mais recuado e mais sombrio que o do Arcanjo é compensada pela posição do Pai Eterno e do Espírito Santo que se voltam para ela e pela escolha do ângulo inferior direito da janela como ponto de fuga do aparelho da parede, dos ladrilhos e do tapete, o que vem descentrar o ponto de vista. Tanto o arco de volta inteira sobre a janela como o pilar por detrás do anjo ostentam relevos delicados de putti, figuras híbridas, folhagens, máscaras e longos panos, o que se enquadra no espírito dos grotescos de Giovanni da Udine e de Rafael divulgados por Marcantonio Raimondi. A leveza destes desenhos tem paralelo na decoração azul da jarra, com panos e motivos florais suspensos.:189
Ainda para Isabel Santa Clara, o rosto da Virgem, nos traços e na expressão de serenidade, assemelha-se ao da Senhora da Graça do painel central do Tríptico de Ega, este de 1543. Tanto a veste do anjo como a sua atitude são tratados com graça e desenvoltura. A paleta deste quadro recorre tanto a passagens de tons fugidios e suaves como os amarelos, alaranjados e rosas como a confrontos mais fortes como o vermelho do tapete e o azul do manto. As asas do anjo repetem o cromatismo do fundo de paisagem indo dos rosas aos azuis pálidos. O tom ruivo dos seus cabelos repete o de uma série de outras figuras que Martin Soria encontrou noutras obras de Contreiras.
Isabel Santa Clara conclui que as cabeças de querubins nas nuvens são semelhantes às do painel S. Bento e S. Bernardo de Almoster, diluindo-se os tons alaranjados na intensa luminosidade. Há diferentes fontes de luz que geram contrastes vivos de claro-escuro: a janela do fundo, a nuvem onde aparecem o Espírito Santo e o pai Eterno e uma fonte indirecta que vem da direita e projecta no solo sombras das figuras e objectos em primeiro plano.:189

### Quo Vadis?

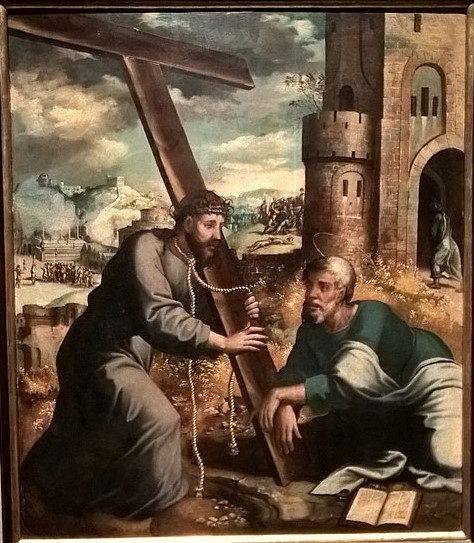
Quo Vadis? (c. 1545-1550), painel do Políptico da Igreja de S. Brás do Campanário

Quo Vadis?, também referida como S. Pedro e Nosso Senhor às portas de Roma, é uma pintura a óleo sobre madeira, tendo de altura 97,1 cm e de largura 84,5 cm e que se julga ter feito parte do Políptico da Igreja de S. Brás do Campanário pintado cerca de 1545-1550 por Diogo de Contreiras.:191
Para Joaquim Oliveira Caetano a pintura tem «um dos mais belos fundos de paisagem de toda a produção de Diogo de Contreiras, com uma representação de Roma, cheia de edifícios de fantástica arquitectura, que lembra, na tonalidade azul e na imaterialidade da figuração (que Reynaldo dos Santos, com propriedade, definia como “fundos algodoados”), algumas obras de van Heemskerck, nomeadamente o extraordinário Rapto de Helena do Museu de Arte Walters. A reconstituição de edifícios “ao antigo” assume aqui, sobretudo no edifício circular e no templo, ao mesmo tempo um grande poder inventivo e uma forte carga sugestiva de monumentalidade clássica».:191
Ainda para Joaquim Oliveira Caetano, «O rosto de Cristo, bem como a sua posição, lembram claramente o Caminho do Calvário da matriz de Santo Quintino e a forma de organização das cenas secundárias numa sequência cronológica da direita para a esquerda em inversão do sentido da cena principal, segue o modelo utilizado na Pregação de S. João Baptista de S. Bento de Castris. À direita do painel vemos o retorno de S. Pedro a Roma, depois do encontro com Cristo na Via Ápia, passada a porta da cidade encontramos uma cena das perseguições de Nero, onde uma decapitação pode remeter para o martírio de S. Paulo e, na cena mais à esquerda, em pleno espaço urbano, vemos a crucifixão de S. Pedro».:191
Para Isabel Santa Clara, na concepção da cena, a relação entre as figuras de Cristo, com uma expressão particularmente eloquente, e de S. Pedro é semelhante à que vemos na Anunciação, ficando S. Pedro num plano ligeiramente mais recuado que é compensado pela imponência da porta da cidade que tem por trás. As cenas secundárias (chegada de S. Pedro junto à porta de Roma, decapitação e crucificação) têm papel preponderante na composição e na narrativa, pelas evidentes descontinuidades de tempo e de espaço, de luz e sombras, de vazios e de cheios, de manchas largas e de detalhes.:192
No lado direito do quadro está saliente a porta de Roma, descentrando a composição. A forma assimétrica do arco e o tipo de janelas são semelhantes aos que estão representados nas fortificações da cidade do quadro S. Vicente e nas construções em fundo de S. Sebastião também de Contreiras. Manchas de azuis e de tons avermelhados ligam cromaticamente esta fachada às figuras e aos planos mais próximos de folhagens, descritas com grande agilidade, definindo os arbustos com largas manchas e brilhos, numa técnica mais impressiva que descritiva.:192
Isabel Santa Clara refere ainda que pode-se ver em fundo uma grande variedade de construções e a continuidade da paisagem com o ambiente tempestuoso do céu. Na escadaria com colunata encimada por estátua, figuras dispersas e estáticas criam um interessante dinamismo e contrastam com a aglomeração e vivacidade do grupo que assiste à crucificação de S. Pedro que vestido de túnica e amarrado à cruz está rodeado de soldados e de populares que parecem acusá-lo. O martírio de S. Pedro decorre numa praça delimitada pela colunata e por uma fila de casas modestas de empenas altas e ainda por uma ruína, elementos arquitectónicos a que falta unidade.:192

### Santo António, S. Bento e Santo Antão

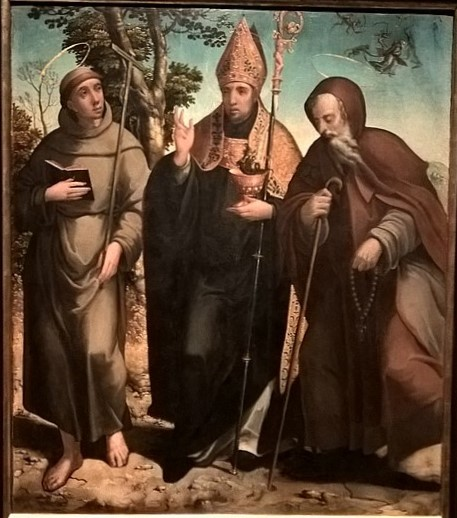
Santo António, S. Bento e Santo Antão (c. 1545-1550), painel do Políptico da Igreja de S. Brás do Campanário

Santo António, S. Bento e Santo Antão é uma pintura a óleo sobre madeira, tendo de altura 87,5 cm e de largura 74 cm e que se julga ter feito parte do Políptico da Igreja de S. Brás do Campanário pintado cerca de 1545-1550 por Diogo de Contreiras.:192:194
Atendendo às várias representação de santos pintadas por Contreiras, é possível comparar esta pintura com outras obras suas. Para Joaquim Oliveira Caetano, «a pintura é de uma particular elegância cromática, contrastando os tons surdos das vestes dos santos, com o belo azul do céu. Os tipos de rostos, a diversidade de posições dos santos, e o modo característico das pregas reportam-nos directamente para a obra de Contreiras, bem como o típico chão pedregoso, e o remoinho dos diabos, por cima de Santo Antão, lembram os que aparecem na Queda de Simão Mago de Ega».:193
Os três santos, de pé, ocupam quase toda a cena, numa composição cuja simetria centrada na figura de S. Bento se esbate pelo movimento dos outros dois Santos. Santo António, à esquerda, segura um livro aberto e uma cruz sendo representado enquanto jovem e com traços fisionómicos, cabelo e a gola do hábito a fazer lembrar os de S. Leonardo de Atouguia da Baleia.:192:194
Ao centro está a figura de São Bento que é próxima da do painel S. Bento e S. Bernardo proveniente de Almoster, ainda que em posição diferente. No báculo tem esculpida uma figura acéfala cujas extremidades estão transformadas em folhagem, e na ponta está a cabeça de um querubim. O cálice tem uma decoração simples, de base gomada com folhagens e relevos, dele saindo uma serpente alada com o dinamismo dos grotescos do báculo. O sabasto do pluvial tem motivos de folhagem iguais aos da mitra e, no peito, um querubim emoldurado a motivos vegetais. A mitra preciosa é decorada a ouro, pérolas e cabochões.:192:194
No lado direito está Santo Antão que veste um manto castanho com capuz apoiando-se com a mão direita num cajado e segurando com a esquerda um rosário de contas grandes. É idoso e de barba ondulada semelhante à de S. Joaquim no Encontro da Porta Dourada do Museu de Évora. No céu, por cima dele, é levado por um grupo de demónios, que segundo Isabel Santa Clara evocam também uma gravura de Georg Pencz que ilustra a morte de Simão Mago na Crónica de Nuremberga. Embora alguns demónios tenham desaparecido devido a falhas na policromia, podem-se ver a maior parte deles: um símio agarra por atrás as vestes do Santo, enquanto os demónios, armados de varapaus, rodopiam em torno dele. São criaturas com garras aguçadas e recurvadas e com os olhos e pormenores das faces a vermelho. Uma delas tem asas duplas de insecto estriadas também a vermelho.:192:194
Os elementos reduzidos de paisagem são o solo pedregoso, árvores e folhagens entre os santos, e uma montanha ao longe, condizendo com os habituais fundos de Contreiras. O tronco da árvore é dado através de manchas soltas e a folhagem é realçada pelos brilhos típicos de Contreiras. Também próprio deste pintor é o jogo de luzes e sombras que, numa paleta contida de cinzas, terras e verdes, em contraste com os brancos e azuis do céu, faz destacar as zonas claras com vivacidade.:192:194

### Milagre de S. Brás

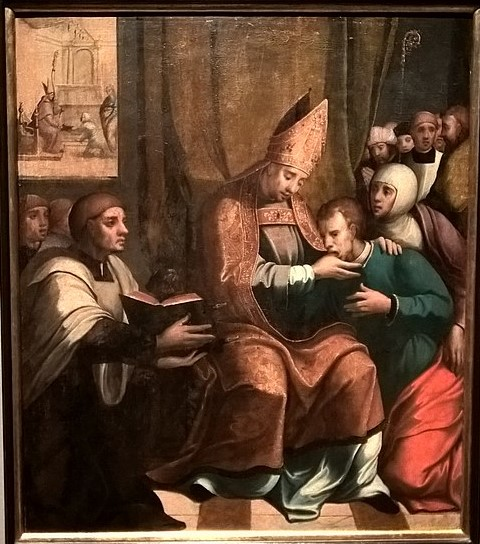
Milagre de S. Brás (c. 1545-1550), painel do Políptico da Igreja de S. Brás do Campanário

O Milagre de S. Brás é uma pintura a óleo sobre madeira, tendo de altura 83,5 cm e de largura 72,5 cm e que se julga ter feito parte do Políptico da Igreja de S. Brás do Campanário pintado cerca de 1545-1550 por Diogo de Contreiras.:194:195
A pintura representa o milagre mais conhecido de São Brás, santo da devoção da Igreja do Campanário a que se destinou este Políptico. S. Brás está sentado numa cátedra sob um dossel cujo topo não está visível, usando a mitra pois era bispo de Sebaste. Ajoelhado do seu lado esquerdo está o rapaz a quem o santo retira a espinha da garganta e a mãe deste, e para além da cortina aberta uma série de figuras que assistem ao milagre, vendo-se ainda sobre um fundo escuro o báculo serpentinado.:194:195
Para Joaquim O. Caetano, «no Milagre de S. Brás o pintor toma um modelo iconográfico que tem evidentes contaminações do tratamento de um exorcismo, pois em vez dos círios em cruz, típicos do milagre de S. Brás, o santo introduz o polegar na garganta do mancebo e um acólito apresenta um livro aberto, numa composição que deriva dos exorcismos de Santo Adrião. Contudo, a cena secundária em que uma mulher oferece ao bispo uma cabeça de porco não deixa dúvidas sobre a identidade do santo. Os modelos dos rostos e a forma compacta dos grupos de personagens seguem claramente o modo de Diogo de Contreiras e a figura do acólito com o livro apresenta os mesmos pontos de contacto com a posição e o tipo de rosto do retrato do doador dos quadros de Porto de Luz. O cromatismo pardacento da pintura, apenas cortado pelas vestes do mancebo, lembra a cor de alguns outros quadros de Contreiras, como o Encontro na Porta Dourada da colecção Alpoim Galvão».:199
No lado esquerdo, em primeiro plano, está um acólito ajoelhado suportando com as duas mãos um livro de orações, e por trás dele veem-se outros assistentes ajoelhados, e uma janela intensamente iluminada, como um pequeno "quadro dentro do quadro", que mostra a cena de uma mulher ajoelhada aos pés do Santo, a quem este salvou o porco de ser comido por um lobo, e que lhe veio oferecer numa bandeja a cabeça do animal que era a sua única riqueza. Esta cena que decorre num espaço fechado é tratada quase em grisaille, destacando-se, em fundo, uma edícula com frontão triangular.:194:195
Isabel Santa Clara aponta ainda afinidades desta com outras obras de Contreiras: a figura feminina com a cabeça coberta por um véu branco é semelhante à que se vê no Nascimento de Nossa Senhora de S. Bento de Cástris, ou às mulheres da Deposição no túmulo de S. Quintino; as cabeças tonsuradas que se encontram também em S. Vicente e S. Leonardo da Atouguia da Baleia; a mitra e o pluvial do santo, semelhantes aos de S. Bento e S. Bernardo de Almoster.:194:195

## História
A paróquia do Campanário, de invocação a São Brás, foi criada antes de 1556, ano em que é aumentada a côngrua do vigário por Alvará de D. João III. Sobre o Campanário daquela época diz Gaspar Frutuoso que «são terras de criações e lavoura de trigo e centeio, por ser gente montanhesa, dados mais a criar gado que a cultivar vinhas, nem outras fruteiras, mas contudo, isto se há-de entender que neste e em todos os lugares da ilha houve sempre, e há hoje em dia, gente honrada e fidalga e de altos pensamentos», gente que dispunha dos fundos e iniciativa para ter encomendado o Políptico de tal nível a Diogo de Contreiras. Sucessivas obras na Igreja de S. Brás levaram ao desmembramento do Políptico de que restam os quatro painéis.:188
Só muito recentemente se conhece referência escrita e se atenta na importância destas pinturas. Eduardo C. Nunes Pereira, refere em 1968: «Em 1942, o arquitecto Baltazar de Castro, em missão oficial de estudo aos monumentos e obras de arte destas ilhas, reconheceu na igreja matriz do Campanário um quadro a óleo, sobre madeira, da invocação de S. Brás, e, em 1949, Fernando Mardel, director do Instituto de Restauro, em Lisboa, e o Dr. Manuel C. Zagallo desencantaram mais três tábuas de pincel seiscentista e português, destas invocações: Anunciação, S. Pedro e Nosso Senhor às portas de Roma, e num só painel Santo António, S. Nicolau e Santo Antão, atribuindo-lhes valor de bons primitivos».
A descoberta tardia destas pinturas fez com que o escritor Cayola Zagallo não as mencionasse no seu livro sobre a pintura dos séculos XV e XVI na Madeira, à excepção do Milagre de S. Brás, já em adenda: «Quanto ao quadro da igreja do Campanário, figura no altar-mor e representa S. Brás, orago do templo, curando um enfermo e rodeado de outras figuras. Trata-se de uma pintura em madeira, da escola portuguesa e da segunda metade do século XVI, a juntar a algumas outras do Continente e até da própria Ilha da Madeira, compreendendo um período pictural ainda pouco estudado».
Apenas voltam a ser referidas por Rui Carita, em 1989, e mais desenvolvidamente por Joaquim Oliveira Caetano, em 1996, que corrige a identificação de São Nicolau para São Bento e encontra «no desenho dos rostos, no cromatismo e em algumas soluções iconográficas as características da pintura de Diogo de Contreiras por volta dos anos de 1545-50».:188